# Мартен Бжосковський
Мартен Бжосковський (нід. Maarten Brzoskowski, 19 вересня 1995) — нідерландський плавець.
Учасник Олімпійських Ігор 2016 року.
Чемпіон Європи з водних видів спорту 2016 року.